# Jak zostałem Rosjaninem
Jak zostałem Rosjaninem – rosyjski serial komediowy (sitcom) wyprodukowany przez Yellow, Black and White i MyWay Production.
Premiera serialu miała miejsce 2 listopada 2015 roku na kanale СТС. Serial emitowano od poniedziałku do czwartku o 21:00. Ostatni odcinek został wyemitowany 2 grudnia 2015 roku.

## Fabuła
Amerykanin Alex Wilson, dziennikarz gazety „American Post”, pisze prowokujący artykuł o amerykańskim kongresmenie. W związku z tym zmuszony jest wyjechać z kraju na dłuższy czas. Zostaje oddelegowany do Rosji, do której odnosi się nieco sceptycznie, i o której ma pobieżne i stereotypowe wyobrażenie. Pobyt w Rosji ma mu ułatwić znajomość języka rosyjskiego, który poznał jako dziecko od swojej babci Rosjanki w Stanach Zjednoczonych.
Po przyjeździe do Moskwy na Alexa czeka wiele obowiązków w redakcji gazety. Mimo to zakłada on bloga, na którym opisuje rzeczywistość w Rosji i stara się zrozumieć zagadkową duszę rosyjską. Na końcu każdego odcinka przytaczana jest treść jego wpisów, w których opowiada swoim rodakom o życiu Rosjan. Samym Rosjanom natomiast z własnego punktu widzenia przedstawia ich wady i zalety.
Oprócz tego w Rosji na Alexa czeka też miłość – w pierwszym dniu swojego pobytu poznaje lekarkę Anię, w której zakochuje się od pierwszego wejrzenia.

## Bohaterowie

### W rolach głównych
| Aktor               | Rola |
| ------------------- | --- |
| Mateusz Damięcki    | Alex Wilson dziennikarz „American Post”, chłopak Ani                                                                    |
| Sergey Chirkov      | Roman Andriejewicz Bystrow kierowca w „American Post”, kolega Alexa                                                     |
| Svetlana Ivanova    | Anna Bystrowa lekarz pogotowia ratunkowego, siostra Romana, dziewczyna Alexa                                            |
| Aleksandra Ursulyak | Jekaterina Denisowna Dobrowolskaja główny redaktor moskiewskiego oddziału „American Post”, ukochana Anatolija Platonowa |
| Vitaliy Khaev       | Anatolij Anatoljewicz Platonow oligarcha, ukochany Jekateriny                                                           |
| Anastasiya Stezhko  | Marina Petrowa sekretarka Jekateriny                                                                                    |

### W rolach drugoplanowych
| Aktor                | Rola                                                                          |
| -------------------- | ----------------------------------------------------------------------------- |
| Elizaveta Kononova   | Ira Platonowa córka oligarchy Anatolija Platonowa, dziewczyna Romana Bystrowa |
| Denis Pyanov         | Adam pracownik „American Post”                                                |
| Batraz Zaseev        | Aslan pracownik „American Post”                                               |
| Efim Banchik         | Michaił Jakowlewicz pracownik „American Post”                                 |
| Dmitri Smirnov       | Nikolaj bliźniak Ignata, ochroniarz Anatolija Platonowa                       |
| Vadim Smirnov        | Ignat bliźniak Nikolaja, ochroniarz Anatolija Platonowa                       |
| Nikita Panfilov      | Oleg były chłopak Ani                                                         |
| Aleksandra Kuzenkina | Julia Komissarowa sąsiadka, koleżanka Ani                                     |

### W rolach epizodycznych
| Aktor               | Rola                                             |
| ------------------- | ------------------------------------------------ |
| Martins Vilsons     | Ted Cooper szef Alexa w Ameryce                  |
| Olga Kuzmina        | Nastia kelnerka w restauracji Victor (odc. 4,11) |
| Alexandr Oblasov    | „właściciel” mieszkania (odc. 4)                 |
| Vadim Aleksandrov   | właściciel mieszkania (odc. 4)                   |
| Olga Khokhlova      | urzędnik Ministerstwa Kultury (odc.4)            |
| Roman Mayakin       | Jewgienij Anatolewicz Kiriłłow (odc.11)          |
| Sharlee Taylor      | Emily była dziewczyna Alexa                      |
| Aleksandra Nazarova | babcia Szura                                     |
| Anna Antonova       | Walentina Zelenowa                               |

## Spis odcinków
| Numer odcinka | Premiera   | Opis odcinka |
| ------------- | ---------- | --- |
| 1             | 2.11.2015  | Amerykański dziennikarz Alex Wilson pracuje dla gazety „American Post” w Nowym Jorku. Opisuje plusy i minusy życia w Ameryce. Pewnego razu w swoim kompromitującym artykule posuwa się zbyt daleko. Aby uniknąć problemów, szef wysyła go w do rosyjskiego oddziału ich gazety do Moskwy. Do jego zadań redakcyjnych należy poznanie i odkrycie zagadkowości duszy rosyjskiej. Już na lotnisku nie obchodzi się bez niespodzianek, które zmuszają Alexa do zmiany początkowych planów. Próbując odpowiedzieć na pytanie „jak to jest być Rosjaninem?”, Wilson zakłada bloga, na którym dzieli się swoimi wrażeniami, przeżyciami i zdobytym doświadczeniem. |
| 2             | 2.11.2015  | Przygoda amerykańskiego dziennikarza Alexa Wilsona w Rosji trwa. Tym razem poznaje on tajemnicze i atrakcyjne Rosjanki. Debiut nowojorskiego dziennikarza na wręczeniu nagród był na tyle udany, że Roman stracił pracę. Zdeterminowany Alex obiecuje wszystko naprawić. Chęć pomocy koledze sprawia, że naraża się on na jeszcze większe nieprzyjemności. Jakie niespodzianki czekają na dziennikarza? Z jakimi rosyjskimi nawykami i tradycjami zapozna się Alex w czasie swojej podróży? |
| 3             | 3.11.2015  | Uśmiech i życzliwość to zasady dobrego wychowania w Ameryce. Jednak w Rosji jest nieco inaczej. Uśmiech tutaj musi coś oznaczać. Co kryje się za rosyjską powagą i surowością spojrzenia? Alex nie zamierza czekać i bierze się za udowodnienie tego, że jest najlepszy w tym co robi. Łapie więc stopa, aby potem w środku nocy znaleźć się na peryferiach Moskwy bez pieniędzy, dokumentów i telefonu. Roman w trakcie gry w pokera z kolegami Platonowa przegrywa służbowego mercedesa. Jednak nie zaprzestaje on na tym. Jak skończy się ta gra? |
| 4             | 4.11.2015  | Alex Wilson od tygodnia pracuje w rosyjskim biurze „American Post”. W tym czasie zdążył zapoznać się już z kilkoma regułami przetrwania. W biurze rosyjskim należy stosować się do zasad rosyjskich, inaczej czekają cię nieprzyjemności. Jekaterina prosi Romana o pomoc w znalezieniu mieszkania dla Alexa. Także tutaj nie obchodzi się bez niespodzianek. Alex zaprasza na parapetówkę Annę. Impreza jednak nieoczekiwanie się kończy. Anatolij jest zainteresowany osobą Jekateriny. Jeśli Roman poda mu telefon szefowej, jego kłamstwo wyjdzie na jaw. Co tym razem wykombinuje i jak się to zakończy? |
| 5             | 5.11.2015  | Alex Wilson od tygodnia mieszka z rosyjską rodziną. Podoba mu się to, że z bliska może dostrzegać tradycje i sposób bycia Rosjan. Jednak przeszkadza mu to, że Ania cały czas sprząta i przekłada jego rzeczy. Jutro ostatni dzień, aby się zameldować, a Alex nie może znaleźć swojego dowodu. Ale nie tylko jego utrata martwi Alexa – na domiar złego na progu domu nagle pojawia się nieproszony gość. Anatolij nakazał swoim ochroniarzom dyskretnie śledzić Jekaterinę, jednak niespodziewanie wszystko wymyka się spod kontroli. |
| 6             | 9.11.2015  | Między Alexem i byłym chłopakiem Ani Olegiem toczy się pojedynek nie na żarty, podczas którego Amerykanin zmuszony będzie przekroczyć wszelkie granice, dać łapówkę, naprawić kran, nakarmić kota i zrobić remont, ale czego nie robi się dla ukochanej. Udając właściciela wydawnictwa Roman wpada w nowe kłopoty, z których coraz trudniej jest mu się wyplątać. |
| 7             | 10.11.2015 | Alex poznaje całą siłę, piękno i bogactwo „wielkiego i wszechmocnego języka rosyjskiego”. Osobliwości użycia niektórych idiomów i eufemizmów sprawiają, że Alex i Roman po raz kolejny wpadają w tarapaty – dochodzi do konfliktu pomiędzy nimi i mniejszościami narodowymi stolicy. Alexowi znudziło się ukrywanie, dlatego wychodzi porozmawiać z założeniem ze Amerykanin dogada się z każdym. Jekaterina zmęczona lekkomyślnym zachowaniem Anatolija szuka sposobu na zemstę, a jak wiadomo, jeśli chcesz zemścić się na mężczyźnie, znajdź jego byłą sympatię. |
| 8             | 11.11.2015 | Dziś Alex podejmuje drugą próbę spędzenia z Anią pierwszej randki. Bardzo to przeżywa i nie na próżno. Dziewczyna nie wie kogo wybrać, dlatego prosi o pomoc koleżankę. Anatolij jest zasmucony z powodu odejścia córki i wzywa Alexa na rozmowę, dlatego że poza nim nie ma nikogo, z kim mógłby pogadać. Alex chcąc pomóc Anatolijowi, proponuje mu seans psychoanalityczny, który przysparza wszystkim kłopotów. Amerykanin spędza kolejny dzień z osobą o zagadkowej duszy rosyjskiej i znów w jego głowie rodzi się więcej pytań niż odpowiedzi. |
| 9             | 12.11.2015 | Starcie pomiędzy Jekateriną i Anatolijem osiąga punkt kulminacyjny – przerwane zostaje ważne spotkanie z inwestorami. Jekaterina o mało nie zostaje zwolniona z pracy. Zamiast sympatii, Anatolij kolejny raz zaznaje pogardy z jej strony. Alex ma ciężki dzień. Poza tym poprzez zbieg okoliczności zostaje w mieszkaniu sam na sam z rodzącą nieznajomą. Podsumowując dzień, Alex uświadamia sobie, że planowanie w Rosji mija się z celem. Kraj ten wymaga od nas działań, które nie zawsze są przemyślane, ale za to skuteczne. |
| 10            | 16.11.2015 | Alex uważa, że Rosjanie są bardzo przesądni. Jego zdaniem niektóre zabobony mają sens, jednak większość rosyjskich przesądów wprawia go w zakłopotanie. Oczywiście sam w nie wierzy, ale mimo to w jakiś niewyjaśniony sposób one działają. Pewnego razu Alex i Anatolij przypadkowo zapraszają byłą dziewczynę Wilsona do Moskwy. Jekaterina budzi się półnaga w swoim gabinecie, na dodatek nie sama. I oto pojawia się pewien problem – jej kochanek nie może znaleźć swoich spodni. W biurze na Romana czeka niemiła niespodzianka. |
| 11            | 17.11.2015 | Amerykański dziennikarz Alex Wilson nie potrafi zrozumieć czym jest „miłość po rosyjsku”. Co zmusza Rosjan, by tak szczerze kochać i tak bezmyślnie burzyć? Anatolij desperacko próbuje zaprosić Jekaterinę na randkę, aby się jej oświadczyć. Roman zastanawia się skąd wziąć dziesięć milionów, które musi oddać Anatolijowi. W tym czasie Alex w ramach powierzonego mu w redakcji zadania stara się ochronić rosyjską posiadłość przed wyburzeniem, jednak nikt nie docenia jego dobrych intencji. |
| 12            | 18.11.2015 | Córka Anatolija Irina przeprowadza się do Romana. Anna ze względu na brata zmuszona jest na to przystać, jednak z każdym dniem coraz trudniej jest jej znieść nieproszonego gościa. Roman próbuje pogodzić dziewczyny, jednak czy mu się to uda? Alex w ramach powierzonego mu w redakcji zadania musi przeprowadzić wywiad ze znanym pisarzem. Ten godzi się na rozmowę z dziennikarzem pod jednym warunkiem – chce udać się na prawdziwe rosyjskie polowanie i poznać prawdziwą Rosjankę. |
| 13            | 19.11.2015 | Z każdym dniem Alex coraz lepiej rozumie Rosję, jednak wciąż nie może połapać się w pewnych szczegółach. Rozumie w czym zawinił przed Anną, jednak nie wie jak ma ją przeprosić. Zastanawia się nad podarowaniem jej czegoś na zgodę, ale nie wie co jest w Rosji przyjęte jako prezent z takiej okazji. Tymczasem Roman łamie sobie głowę nad prezentem dla swojej rozpieszczonej ukochanej. Z okazji urodzin Iry organizuje więc imprezę. Niestety nie kończy się ona dobrze, a to z powodu porywczych zachowań, za które prędzej czy później przychodzi odpowiadać. |
| 14            | 23.11.2015 | Po odwiezieniu Emily (swojej byłej amerykańskiej dziewczyny) na lotnisko, Alex stwierdza, że może zacząć życie z czystą kartą. Teraz już nic nie powinno mu przeszkodzić w relacji z Anią. Jednak zawsze znajdą się jacyś nieżyczliwi ludzie. Na progu znów pojawia się były chłopak Ani, który ma sprytny plan jak pozbyć się Alexa i odzyskać Anię. Poza problemami w domu, w pracy na Alexa czeka wywiad ze sławnym rosyjskim szansonistą, który otrzymał zakaz wjazdu do USA z powodu ścisłych związków z mafią. Alex ani trochę nie orientuje się w rosyjskim szansonie, a już tym bardziej w żargonie więziennym. Anatolij nie rezygnuje z prób zdobycia Jekateriny, lecz ta cały czas pozostaje niewzruszona. Nagle pojawia się cień nadziei – Jekaterina jest zazdrosna o Anatolija, a to lepsze niż nic. |
| 15            | 24.11.2015 | Alex od dwóch miesięcy mieszka w Moskwie. Mimo to nie wszyscy jeszcze zdążyli wykorzystać jego łatwowierność. Dobroć i uczynność to cechy, które sprawiają, że Alex po raz kolejny pakuje się w tarapaty. W czasie, gdy Anatolij obmyśla plan jak zdobyć Jekaterinę, okrada go własna córka. Roman nalega, aby ta oddała ojcu ukradziony obraz. Ira i Roman wkradają się do willi Anatolija, aby niezauważalnie odwiesić obraz na miejsce. Tam czeka ich niespodzianka. |
| 16            | 25.11.2015 | Kolejna sytuacja wprawia Alexa w zakłopotanie – zwyczajne dla Amerykanina pytanie wywołało negatywne reakcje wśród Rosjan. To co Alex nazywa rozwagą, Rosjanie traktują jako nieufność. W Rosji znane jest przysłowie „Zaufaj, ale sprawdź”. W rzeczywistości jednak Rosjanie rzadko się do niego stosują, gdyż cechą charakteru rosyjskiego jest wierzyć uczuciom, a nie faktom. |
| 17            | 26.11.2015 | Do rosyjskiego oddziału „American Post” z ważną sprawą przyjeżdża Ted Cooper. O drugiej w nocy Jekaterina zwołuje zebranie dla wszystkich pracowników, aby przygotować ważną prezentację dla potencjalnego inwestora. Tymczasem Anatolij serdecznie przyjmuje Romana w swoim domu. Niemniej jednak na wszystkie możliwe sposoby daje mu do zrozumienia, że jest to tylko stan chwilowy i na pewno znajdzie sposób jak się go pozbyć. |
| 18            | 30.11.2015 | Przychodzi pora powrotu Alexa do domu, a ten nie jest pewny czy Ania zechce pojechać razem z nim. Anatolij cały czas wymyśla nowe sposoby na pozbycie się Romana. Kolejna taka próba sprawia, że Jekaterina, która gotowa była pogodzić się z Anatolijem, lekceważy go. |
| 19            | 1.12.2015  | Moskiewski oddział „American Post” przynosi straty i Ted Cooper ma zamiar go zamknąć. Alex jest z tego powodu bardzo przygnębiony, jako iż praca dla Amerykanów znaczy bardzo wiele. A co znaczy ona dla Rosjan? Jeśli oddział gazety zostanie zamknięty to nowi znajomi Alexa pozostaną bez pracy, a on będzie musiał wyjechać i zostawić Anię, a taki ciąg wydarzeń mu nie odpowiada. Alex nie siedzi z założonymi rękoma, tylko razem z przyjaciółmi obmyśla sprytny plan. Czy zadziała? |
| 20            | 2.12.2015  | Ted Cooper ponownie stawia Alexa w trudnej sytuacji. Musi dokonać on decydującego wyboru: perspektywiczna praca w USA czy ukochana w Rosji. Alex nie chce wybierać, chce wszystkiego naraz. Aslan podpowiada Wilsonowi rozwiązanie jego problemu. Czy pomysł ten będzie udany? Tymczasem Marina znajduje w biurowej toalecie pozytywny test ciążowy i rozpuszcza plotki o ciąży Jekateriny. |

## Muzyka w serialu
| The Impressions            | This Is My Country                      |
| Shantel                    | Disko Partizani                         |
| Timati                     | GQ (Timati feat. L’One, Sergei Mazayev) |
| Leningrad                  | Huyamba, Bomba                          |
| Tina Kuznetsova            | Vania                                   |
| Adam Routh, Patrick Wilson | Russian Atmosphere                      |

## Fakty
- Roboczy tytuł serialu – „Amerykanin” (ros. Американец)[1].
- Mateusz Damięcki wcielający się w rolę Alexa Wilsona zagrał już wcześniej w innej produkcji rosyjskiej – w 1999 roku wcielił się w postać Piotra Griniowa w filmie historycznym „Córka kapitana”[2].
- Akcje serialu „Kuchnia”, jego spin-offu pod tytułem „Hotel Eleon” i akcja serialu „Jak zostałem Rosjaninem” rozgrywają się w tym samym fikcyjnym świecie. W odcinkach 4 i 11 w sitcomie pojawia się bohaterka serialu „Kuchnia” – kelnerka Nastia odgrywana przez Olgę Kuzminę. Epizod z nią był nakręcony na planie zdjęciowym „Kuchni” – wykorzystano w tym celu dekoracje restauracji Victor. Także w 12. odcinku Wilson przebywał w holu hotelu „Eleon”. Aleksandra Kuzenkina wciela się w postać Julii Komissarowej w serialach „Jak zostałem Rosjaninem” i „Hotel Eleon”.

## Odbiór
- Pierwsze odcinki serialu otrzymywały pozytywne oceny. Krytycy wskazywali na zabawne gagi dotyczące niesłychanych przygód Amerykanina w Rosji. Mimo że głównym bohaterem w serialu jest obcokrajowiec przybyły do Rosji, to nie z niego powinno się śmiać. Sitcom ten ma sprawić, aby to właśnie Rosjanie spojrzeli na siebie z pewnym dystansem:

„Jak zostałem Rosjaninem” przypomina komedię Eldara Riazanowa „Niezwykłe przygody Włochów w Rosji”, która spowodowała, że zamiast śmiać się z nieporadnych poszukiwaczy skarbów z Włoch, Rosjanie śmiali się sami z siebie.

- Serial cieszył się dużą popularnością w Chinach[4]. W rankingu osiągnął on prawie taki sam wynik jak „Gra o tron”. Jeden z chińskich serwisów filmowych[jakim?] przyznał serialowi ocenę 9,2. Według chińskich internautów[według kogo?] „postacie i fabuła są nieco dziecinne i prostackie, jednak żarty są trafione w dziesiątkę i w serialu można poczuć prawdziwego rosyjskiego ducha”[4]. W marcu 2017 roku pojawiła się informacja o tym, że na jego podstawie nakręcony zostanie rosyjsko-chiński film pełnometrażowy. Produkcją filmu zajmie się rosyjska wytwórnia Yellow, Black and White i chińska Ulan Culture Media[5].